# Slon i verёvočka
Slon i verёvočka (Слон и верёвочка) è un film del 1945 diretto da Il'ja Abramovič Frėz.